# Hélène Duffau
Ne doit pas être confondu avec Clémentine-Hélène Dufau.
Hélène Duffau est une autrice française qui écrit en littérature générale et en jeunesse. Dans ses ouvrages, les femmes tiennent une place toute particulière, de même que le sujet de la violence de la domination masculine.

## Biographie
Hélène Duffau grandit dans les Landes et réside aujourd'hui en Occitanie. Adolescente, elle découvre Samuel Beckett, En attendant Godot, et veut devenir comédienne.
Sa carrière s'oriente vers l'édition, où elle est successivement assistante, préparatrice de copie-correctrice. Elle travaille le jour et chante la nuit dans des formations hardcore et pop rock. Elle devient conseillère dans la formation professionnelle et rédactrice en chef d'un magazine trimestriel consacré à l'écologie. Son premier roman, Trauma, est publié en 2003 par les éditions Gallimard : il met en scène le fracas du viol dans la vie d'une femme.
Elle quitte le salariat pour développer ses activités : écriture, ateliers d'écriture et accompagnement individuel, formation professionnelle en communication écrite et conseil aux organisations. En 2010, elle rejoint l'équipe pédagogique fondatrice du master Métiers de l'écriture et de la création littéraire à l'université Jean-Jaurès (Toulouse 2) où elle enseigne la création littéraire pendant 7 ans. Elle crée l'opérateur culturel Graphites et l'action Écrire l'Europe permettant à des lycéen.nes de Midi-Pyrénées de bénéficier d'actions d'éducation artistique et culturelle animées par un binôme d'auteur.ices de France et d'Europe. Elle blogue chez Mediapart et dans les pages de son site.
Après deux ans et demi et deux confinements à l'agence régionale du livre d'Occitanie, elle dirige l'école de la deuxième chance de Montauban où les pédagogies actives et l'éducation populaire ont toute leur place. Et puis, elle  modère des tables rondes avec des auteur.ices de polar ou de romans noirs.

### Romans récits
- Trauma, éd. Gallimard[3], traduit en allemand et en roumain.
- Combat, éd. Gallimard[4]
- Récréation, www.diogene.ch
- A Marana, éd. TME
- LU, la Madeleine de Nantes, éd. La Louve
- Vingt et une heures[5], éd. l'École des loisirs

### Nouvelles en ouvrages collectifs
- 38 fois cent, in Cent jours sans, comité de soutien à Florence Aubenas et Hussein Hanoun
- Parfums d’été, in Toulouse, patrimoine et art de vivre, éd. Loubatières
- Zarza, in bilingue franco-espagnol Huesca-Tournefeuille
- Aigues-Mortes, ma légende, in 100 monuments, 100 écrivains, histoires de France, éd. du Patrimoine
- Vous avez dit euprocte ?, in Chercheurs en quête d’auteurs, éd. Loubatières
- Échauffourée, in L'Autan des nouvellistes, éd. l'Atelier du gué

### Nouvelles en revues
- Jeffrey P., www.diogene.ch
- Marchandise, revue Brèves no 77
- Pour votre sécurité, revue Écritures no 15
- Une belle table pour dîner, revue Brèves no 81
- Dix-neuf minutes officielles, revue Cahiers d’Adèle no 5
- Je vous pardonne, revue Cahiers d’Adèle no 6
- Travail, Revue Artefacte no 1
- Cette douce folie, sur Pierre-Paul Riquet, Friture no 19
- Écrire pour tenir tête à l'agitation du monde, Friture no 22

### Théâtre
- Voi(s)(x)(e), écriture collective mise en scène par Sabrina Ahmed

### Contribution
- Des gens, pour l’exposition de la plasticienne Sandrine Follère